# Sonita Sutherland
Sonita Sutherland, née le 9 juillet 1987 à Manchester en Jamaïque, est une jeune athlète jamaicaine qui pratique le sprint, surtout sur 400 m.

## Palmarès

### Championnats du monde junior d'athlétisme
- Championnats du monde junior d'athlétisme de 2004 à Grosseto ( Italie)
  -  Médaille d'argent sur 400 m
  -  Médaille de bronze en relais 4 × 400 m
- Championnats du monde junior d'athlétisme de 2006 à Pékin ( Chine)
  -  Médaille d'argent sur 400 m
  -  Médaille de bronze en relais 4 × 400 m

### Championnats du monde d'athlétisme espoir
- Championnats du monde d'athlétisme espoir 2003 à Sherbrooke ( Canada)
  - Médaille d'argent dans l'équipe de relais medley.
  - 7e sur 400 m

## Sources
- (en) Cet article est partiellement ou en totalité issu de l’article de Wikipédia en anglais intitulé « Sonita Sutherland » (voir la liste des auteurs).